# Kuřička krkonošská
Kuřička krkonošská (Minuartia corcontica) je druh rostliny z čeledi hvozdíkovité. Je to trsnatá nevysoká bylina se vstřícnými úzkými listy a bílými pravidelnými květy. Je to endemický druh Krkonoš, který se vyskytuje pouze na 2 lokalitách na Studniční hoře. Je řazen mezi kriticky ohrožené druhy.

## Popis
Kuřička krkonošská je vytrvalá, hustě trsnatá nebo až polštářovitě rostoucí bylina se slabě zdřevnatělou bází. V trsech jsou četné sterilní lodyhy. Květonosné lodyhy jsou přímé, asi 5 až 8 cm vysoké. Listy jsou vstřícné, čárkovitě kopinaté až úzce čárkovité, trojžilné, 7 až 12 mm dlouhé. Květy jsou bílé, uspořádané v chudokvětých, koncových vidlanech a měří v průměru 8 až 10 mm.

## Rozšíření a ekologie
Kuřička krkonošská je endemit Krkonoš. V současnosti se vyskytuje pouze na východních svazích Studniční hory na lokalitách Čertova zahrádka a Čertova rokle. Roste na vlhkých stanovištích na severně a severovýchodně orientovaných skalnatých svazích a roklích a na skalních teráskách na minerálně živnějším, porfyritovém podkladu. Kdysi byla udávána i z oblasti Dolního Rudníku a Dlouhého dolu.

## Ochrana
Druh je chráněn zákonem a je řazen do kategorie kriticky ohrožené druhy. Obě lokality leží v I. zóně Krkonošského národního parku a jsou veřejnosti nepřístupné.

## Taxonomie
Druh Minuartia corcontica byl popsán Marií Dvořákovou v roce 1999, kdy byl oddělen jako samostatný druh od Minuartia gerardii. Oba tyto druhy náležejí do komplexu Minuartia verna s.l.